# Ielena Sokolova (athlétisme)
Pour les articles homonymes, voir Ielena Sokolova et Sokolova.
Ielena Aleksandrovna Sokolova (russe : Елена Александровна Соколова), née le 23 juillet 1986 dans l'oblast de Belgorod, est une athlète russe spécialiste du saut en longueur.

## Biographie
Elle s'illustre durant la saison 2009 en montant sur la deuxième marche du podium des Championnats d'Europe en salle de Turin derrière l'Estonienne Ksenija Balta, établissant un nouveau record personnel avec 6,84 m. Éliminée en qualification lors des mondiaux de Berlin, Sokolova se classe deuxième de la Finale mondiale disputée en fin de saison à Thessalonique.
En juillet 2012, Sokolova franchit pour la première fois de sa carrière la limite des 7 mètres en s'imposant lors des Championnats de Russie, à Tcheboksary, avec la marque de 7,06 m (vent nul). Sélectionnée pour les Jeux olympiques de Londres, elle se classe deuxième du concours, derrière l'Américaine Brittney Reese, en améliorant d'un centimètre son record personnel avec 7,07 m (+0,5 m/s).
Elle remporte les championnats de Russie en salle 2018 avec 6,61 m.
Elle fait partie de la sélection russe ANA et remporte la médaille d’or du saut en longueur lors des Jeux européens de 2019 à Minsk.

## Palmarès
| Date | Compétition                    | Lieu             | Résultat | Marque  |
| ---- | ------------------------------ | ---------------- | -------- | ------- |
| 2007 | Championnats d'Europe en salle | Birmingham       | 5e       | 6,53 m  |
| 2007 | Championnats d'Europe espoirs  | Debrecen         | 3e       | 6,71 m  |
| 2007 | Universiade                    | Bangkok          | 2e       | 6,61 m  |
| 2009 | Championnats d'Europe en salle | Turin            | 2e       | 6,84 m  |
| 2009 | Finale mondiale                | Thessalonique    | 2e       | 6,81 m  |
| 2012 | Jeux olympiques                | Londres          | 2e       | 7,07 m  |
| 2012 | Ligue de diamant               | Ligue de diamant | 1re      | détails |
| 2013 | Universiade                    | Kazan            | 2e       | 6,73 m  |
| 2013 | Championnats du monde          | Moscou           | 8e       | 6,65 m  |
| 2019 | Jeux européens                 | Minsk            | 1re      | 6,76 m  |
| 2019 | Ligue de diamant               | Ligue de diamant | 6e       | 6,54 m  |

## Records
| Épreuve          | Épreuve      | Performance | Lieu    | Date            |
| ---------------- | ------------ | ----------- | ------- | --------------- |
| Saut en longueur | En plein air | 7,07 m      | Londres | 8 août 2012     |
| Saut en longueur | En salle     | 6,88 m      | Moscou  | 23 février 2012 |